# Velika nagrada Monaka 2003
Velika nagrada Monaka 2003 je bila sedma dirka Svetovnega prvenstva Formule 1 v sezoni 2003. Odvijala se je 1. junija 2003.

## Dirka
| Poz | Št | Dirkač                | Konstruktor      | Krogi | Čas/Odstop   | Št. m. | Toč |
| --- | -- | --------------------- | ---------------- | ----- | ------------ | ------ | --- |
| 1   | 3  | Juan Pablo Montoya    | Williams-BMW     | 78    | 1:42:19,010  | 3      | 10  |
| 2   | 6  | Kimi Räikkönen        | McLaren-Mercedes | 78    | + 0,602 s    | 2      | 8   |
| 3   | 1  | Michael Schumacher    | Ferrari          | 78    | + 1,720 s    | 5      | 6   |
| 4   | 4  | Ralf Schumacher       | Williams-BMW     | 78    | + 28,518 s   | 1      | 5   |
| 5   | 8  | Fernando Alonso       | Renault          | 78    | + 36,251 s   | 8      | 4   |
| 6   | 7  | Jarno Trulli          | Renault          | 78    | + 40,972 s   | 4      | 3   |
| 7   | 5  | David Coulthard       | McLaren-Mercedes | 78    | + 41,227 s   | 6      | 2   |
| 8   | 2  | Rubens Barrichello    | Ferrari          | 78    | + 53,266 s   | 7      | 1   |
| 9   | 21 | Cristiano da Matta    | Toyota           | 77    | +1 krog      | 10     |     |
| 10  | 11 | Giancarlo Fisichella  | Jordan-Ford      | 77    | +1 krog      | 12     |     |
| 11  | 9  | Nick Heidfeld         | Sauber-Petronas  | 76    | +2 kroga     | 14     |     |
| 12  | 12 | Ralph Firman          | Jordan-Ford      | 76    | +2 kroga     | 16     |     |
| 13  | 20 | Olivier Panis         | Toyota           | 74    | +4 krogi     | 17     |     |
| Ods | 16 | Jacques Villeneuve    | BAR-Honda        | 63    | Motor        | 11     |     |
| Ods | 18 | Justin Wilson         | Minardi-Cosworth | 29    | Dovod goriva | 19     |     |
| Ods | 19 | Jos Verstappen        | Minardi-Cosworth | 28    | Dovod goriva | 18     |     |
| Ods | 14 | Mark Webber           | Jaguar-Cosworth  | 16    | Hidravlika   | 9      |     |
| Ods | 15 | Antônio Pizzonia      | Jaguar-Cosworth  | 10    | El. sistem   | 13     |     |
| Ods | 10 | Heinz-Harald Frentzen | Sauber-Petronas  | 0     | Trčenje      | 15     |     |
| DNS | 17 | Jenson Button         | BAR-Honda        |       | Poškodovan   | 20     |     |